# Комілла (зіла)
Комілла́ (бенг. কুমিল্লা জেলা, англ. Comilla) — одна з 11 зіл регіону Читтагонг Бангладеш, розташована на півночі регіону.
Населення — 5387288 осіб (2011; 4032666 в 1991).
Утворений 1790 року. Рівень писемності дорослого населення становив 33,1%, що нижче за середній рівень по країні (43,1%). 93,85% населення зіли сповідувало іслам, 5,9% — індуїзм.

## Адміністративний поділ
До складу регіону входять 12 упазіл:
| Зіла          | Площа, км² | Населення, осіб (1991) | Населення, осіб (2008) |
| ------------- | ---------- | ---------------------- | ---------------------- |
| Барура        | 241,65     | 310778                 | -                      |
| Брахманпара   | 128,90     | 161906                 | -                      |
| Бурічанг      | 163,76     | 228479                 | -                      |
| Даудканді     | 376,23     | 458503                 | -                      |
| Дебідвар      | 238,36     | 336877                 | -                      |
| Комілла-Садар | 280,96     | 516319                 | -                      |
| Лаксам        | 429,34     | 513119                 | -                      |
| Мураднагар    | 339,00     | 417204                 | -                      |
| Нангалкот     | 236,44     | 275985                 | -                      |
| Хомна         | 180,13     | 211563                 | -                      |
| Чандіна       | 201,92     | 269878                 | -                      |
| Чауддаграм    | 268,48     | 332055                 | -                      |